# Lista de municípios de Sergipe por IDH-M

Mapa do IDH de Sergipe.Legenda:
Muito alto (nenhum município)
Alto (1 município)
Médio (32 municípios)
Baixo (42 municípios)
Muito baixo (nenhum município)

Esta é uma lista de municípios do estado de Sergipe por Índice de Desenvolvimento Humano (IDH), segundo dados do Programa da Nações Unidas para o Desenvolvimento (PNUD) datados do ano 2010. De acordo com os dados de 2010, o município com o maior Índice de Desenvolvimento Humano no estado de Sergipe era Aracaju, com um índice de 0,770 (considerado alto), e o município com o menor índice foi Poço Redondo, com um índice de 0,529 (considerado baixo). De todos os municípios do estado, nenhum município registrou um IDH muito alto, enquanto 1 apresentou um IDH alto, 32 municípios IDH médio, 42 IDH baixo, e nenhum município IDH muito baixo.
O cálculo do índice é composto a partir de dados de expectativa de vida ao nascer (IDH-L), educação (IDH-E), e PIB em Paridade do Poder de Compra per capita (IDH-R) recolhidos em nível nacional ou regional, e possui o objetivo de medir o padrão de vida. O índice foi desenvolvido em 1990 pelos economistas Amartya Sen e Mahbub ul Haq, e vem sendo usado desde 1993 pelo Programa das Nações Unidas para o Desenvolvimento (PNUD).
O Índice de Desenvolvimento Humano varia de 0 até 1, e nesta lista é dividido em cinco categorias: IDH muito alto (0,800 – 1,000), IDH alto (0,700 – 0,799), IDH médio (0,600 – 0,699), IDH baixo (0,500 – 0,599) e IDH muito baixo (0,000 – 0,499).

## Lista
| Posição           | Município                | Dados de 2010    | Dados de 2010    | Dados de 2010    | Dados de 2010    |
| Posição           | Município                | IDH médio        | IDH renda        | IDH longevidade  | IDH educação     |
| IDH-M muito alto  | IDH-M muito alto         | IDH-M muito alto | IDH-M muito alto | IDH-M muito alto | IDH-M muito alto |
| ----------------- | ------------------------ | ---------------- | ---------------- | ---------------- | ---------------- |
| nenhum município  |                          |                  |                  |                  |                  |
| IDH-M alto        |                          |                  |                  |                  |                  |
| 1                 | Aracaju                  | 0,770            | 0,784            | 0,823            | 0,708            |
| IDH-M médio       |                          |                  |                  |                  |                  |
| 2                 | Nossa Senhora do Socorro | 0,664            | 0,647            | 0,782            | 0,552            |
| 3                 | São Cristóvão            | 0,662            | 0,624            | 0,800            | 0,581            |
| 4                 | Propriá                  | 0,661            | 0,629            | 0,776            | 0,593            |
| 5                 | Barra dos Coqueiros      | 0,649            | 0,627            | 0,782            | 0,552            |
| 6                 | Estância                 | 0,647            | 0,627            | 0,782            | 0,552            |
| 7                 | General Maynard          | 0,645            | 0,609            | 0,776            | 0,567            |
| 8                 | Carmópolis               | 0,643            | 0,623            | 0,783            | 0,546            |
| 9                 | Itabaiana                | 0,642            | 0,645            | 0,801            | 0,513            |
| 10                | Laranjeiras              | 0,642            | 0,589            | 0,772            | 0,582            |
| 11                | Santo Amaro das Brotas   | 0,637            | 0,613            | 0,778            | 0,543            |
| 12                | Rosário do Catete        | 0,631            | 0,603            | 0,731            | 0,571            |
| 13                | Muribeca                 | 0,626            | 0,575            | 0,771            | 0,554            |
| 14                | Lagarto                  | 0,625            | 0,613            | 0,775            | 0,515            |
| 15                | Cedro de São João        | 0,623            | 0,608            | 0,731            | 0,543            |
| 16                | Japaratuba               | 0,621            | 0,581            | 0,757            | 0,544            |
| 17                | Campo do Brito           | 0,621            | 0,625            | 0,793            | 0,484            |
| 18                | Maruim                   | 0,618            | 0,590            | 0,781            | 0,511            |
| 19                | Riachuelo                | 0,617            | 0,591            | 0,766            | 0,520            |
| 20                | Capela                   | 0,615            | 0,596            | 0,766            | 0,510            |
| 21                | Ribeirópolis             | 0,613            | 0,610            | 0,769            | 0,490            |
| 22                | Amparo de São Francisco  | 0,611            | 0,569            | 0,728            | 0,550            |
| 23                | Divina Pastora           | 0,610            | 0,571            | 0,753            | 0,527            |
| 24                | Salgado                  | 0,609            | 0,588            | 0,789            | 0,486            |
| 25                | Siriri                   | 0,609            | 0,565            | 0,740            | 0,541            |
| 26                | Telha                    | 0,604            | 0,564            | 0,722            | 0,542            |
| 27                | Tobias Barreto           | 0,604            | 0,564            | 0,702            | 0,404            |
| 28                | Boquim                   | 0,604            | 0,581            | 0,771            | 0,492            |
| 29                | Simão Dias               | 0,604            | 0,579            | 0,775            | 0,492            |
| 30                | Cumbe                    | 0,604            | 0,576            | 0,748            | 0,512            |
| 31                | Pirambu                  | 0,603            | 0,558            | 0,764            | 0,515            |
| 32                | Itabi                    | 0,602            | 0,569            | 0,748            | 0,512            |
| 33                | Nossa Senhora das Dores  | 0,600            | 0,579            | 0,749            | 0,497            |
| IDH-M baixo       |                          |                  |                  |                  |                  |
| 34                | Malhada dos Bois         | 0,599            | 0,560            | 0,722            | 0,531            |
| 35                | Nossa Senhora de Lourdes | 0,598            | 0,560            | 0,719            | 0,532            |
| 36                | Arauá                    | 0,595            | 0,550            | 0,783            | 0,490            |
| 37                | Pedra Mole               | 0,593            | 0,599            | 0,698            | 0,499            |
| 38                | Pedrinhas                | 0,592            | 0,568            | 0,750            | 0,486            |
| 39                | Santa Rosa de Lima       | 0,592            | 0,527            | 0,766            | 0,514            |
| 40                | Santana do São Francisco | 0,590            | 0,544            | 0,716            | 0,526            |
| 41                | Frei Paulo               | 0,589            | 0,623            | 0,768            | 0,428            |
| 42                | Neópolis                 | 0,589            | 0,575            | 0,702            | 0,505            |
| 43                | Carira                   | 0,588            | 0,581            | 0,791            | 0,442            |
| 44                | São Domingos             | 0,588            | 0,572            | 0,756            | 0,471            |
| 45                | Malhador                 | 0,587            | 0,587            | 0,781            | 0,442            |
| 46                | São Francisco            | 0,587            | 0,564            | 0,732            | 0,490            |
| 47                | Moita Bonita             | 0,587            | 0,596            | 0,792            | 0,429            |
| 48                | Nossa Senhora da Glória  | 0,587            | 0,591            | 0,750            | 0,456            |
| 49                | Feira Nova               | 0,584            | 0,546            | 0,773            | 0,473            |
| 50                | Macambira                | 0,583            | 0,573            | 0,728            | 0,474            |
| 51                | Pinhão                   | 0,583            | 0,580            | 0,711            | 0,480            |
| 52                | Indiaroba                | 0,580            | 0,533            | 0,772            | 0,475            |
| 53                | Umbaúba                  | 0,579            | 0,567            | 0,719            | 0,476            |
| 54                | Areia Branca             | 0,579            | 0,579            | 0,773            | 0,434            |
| 55                | Aquidabã                 | 0,578            | 0,573            | 0,747            | 0,452            |
| 56                | Nossa Senhora Aparecida  | 0,577            | 0,577            | 0,774            | 0,430            |
| 57                | Gracho Cardoso           | 0,577            | 0,562            | 0,729            | 0,468            |
| 58                | Canhoba                  | 0,569            | 0,553            | 0,722            | 0,462            |
| 59                | Porto da Folha           | 0,568            | 0,537            | 0,739            | 0,462            |
| 60                | São Miguel do Aleixo     | 0,567            | 0,571            | 0,753            | 0,424            |
| 61                | Canindé de São Francisco | 0,567            | 0,566            | 0,741            | 0,435            |
| 62                | Gararu                   | 0,564            | 0,544            | 0,783            | 0,422            |
| 63                | Ilha das Flores          | 0,562            | 0,514            | 0,735            | 0,469            |
| 64                | Poço Verde               | 0,561            | 0,563            | 0,751            | 0,417            |
| 65                | Itaporanga d'Ajuda       | 0,561            | 0,548            | 0,779            | 0,414            |
| 66                | Japoatã                  | 0,560            | 0,551            | 0,700            | 0,455            |
| 67                | Itabaianinha             | 0,556            | 0,555            | 0,761            | 0,407            |
| 68                | Pacatuba                 | 0,555            | 0,514            | 0,731            | 0,454            |
| 69                | Cristinápolis            | 0,553            | 0,540            | 0,761            | 0,414            |
| 70                | Monte Alegre de Sergipe  | 0,553            | 0,539            | 0,726            | 0,431            |
| 71                | Tomar do Geru            | 0,551            | 0,520            | 0,746            | 0,432            |
| 72                | Santa Luzia do Itanhy    | 0,545            | 0,513            | 0,764            | 0,414            |
| 73                | Brejo Grande             | 0,540            | 0,515            | 0,701            | 0,435            |
| 74                | Riachão do Dantas        | 0,539            | 0,527            | 0,781            | 0,381            |
| 75                | Poço Redondo             | 0,529            | 0,519            | 0,760            | 0,376            |
| IDH-M muito baixo |                          |                  |                  |                  |                  |
| nenhum município  |                          |                  |                  |                  |                  |

## Evolução do IDH
| IDH  | Muito Alto | Alto | Médio | Baixo | Muito Baixo |
| ---- | ---------- | ---- | ----- | ----- | ----------- |
| 1991 | 0          | 0    | 0     | 1     | 74          |
| 2000 | 0          | 0    | 1     | 6     | 68          |
| 2010 | 0          | 1    | 31    | 43    | 0           |